# Mesua macrophylla
Mesua macrophylla là một loài thực vật có hoa trong họ Calophyllaceae. Loài này được (Kaneh. & Hatus.) Kosterm. mô tả khoa học đầu tiên năm 1969.